# 叫び (SHOW-YAの曲)
「叫び」（さけび）は、SHOW-YA10枚目のシングル。1990年3月7日に東芝EMI/EASTWORLDから発売された。

## 内容
アルバム『HARD WAY』収録の先行シングル。
タイトル通り、冒頭にある寺田恵子の叫びを強調。
C/W曲「奪いとれ」は2002年発売のベスト・アルバム『GOLDEN★BEST』に初収録された。

## 収録曲
作詞：安藤芳彦　編曲：笹路正徳・SHOW-YA
1. 叫び
  - 作曲：寺田恵子・中村美紀
2. 奪いとれ
  - 作曲：SHOW-YA